# Gassi Touil
Gassi Touil est un site d'extraction gazier, situé en Algérie dans le Grand Erg Oriental, et faisant partie du gisement de Hassi Messaoud.
En 2004 a été mis en place le projet intégré gaz de Gassi Touil qui entrera en production en 2009. Ce contrat de trente ans prévoit le forage de 52 puits de développement et la reprise des 16 puits existants.
Il y a été installé en 2013 une nouvelle usine de traitement du gaz
.

## Le briquet du diable
Il est notamment célèbre pour avoir pris feu le 9 novembre 1961 et n'avoir été seulement éteint que le 28 avril 1962, par Red Adair.
La flamme, haute de cent trente mètres, est si vive qu'elle est remarquée par l'astronaute John Glenn, de sa capsule spatiale, et donnera au puits le surnom de briquet du diable.